# 滇叶䗛
滇叶䗛（学名：Cryptophyllium yunnanense）叶竹节虫科（叶䗛科）叶䗛属的一种，其种加词“yunnanense”意为“云南的”。分布于中国云南南部。
2021年，有学者创立了一个新属－隐叶䗛属（Cryptophyllium），将本种划归该属。

## 形态特征
正模标本为雄虫，体长69.4毫米。通体浅绿色，头部、中后足及前翅多为黄绿色，触角黄褐色。头部近似球形形。眼半球形。触角发达，28节。前胸背板舌状，中胸背板倒梯形。前腿节呈长椭圆形扩展，外叶明显狭长，窄于内叶。腹部为批针形，第4腹节中央前方角状，向后各节递次明显窄缩至腹端，第7至10腹节侧缘近于斜直，并形成三角形腹端。